# Dictyna togata
Dictyna togata là một loài nhện trong họ Dictynidae.
Loài này thuộc chi Dictyna. Dictyna togata được Eugène Simon miêu tả năm 1904.